# Kościół pw. św. Jadwigi w Niwnicach
Kościół św. Jadwigi w Niwnicach – zabytkowy, rzymskokatolicki kościół filiarny w Niwnicach (województwo dolnośląskie, powiat lwówecki, gmina Lwówek Śląski) wzmiankowany po raz pierwszy w 1305 w księdze uposażeń biskupstwa wrocławskiego. Świątynia należy do dekanatu Nowogrodziec diecezji legnickiej.

## Historia
Kościół został wzniesiony w pierwszej ćwierci XIII wieku, a po raz pierwszy wzmiankowany był w 1305 roku w „Księdze uposażeń biskupstwa wrocławskiego”. Nowa świątynia stanęła w  miejscu romańskiej budowli, która miała posiadać podziemne przejścia, krypty i korytarze. W 1515 lub 1517 roku uległ zniszczeniu w wyniku pożaru i został odbudowany w stylu późnogotyckim. Przekształcono wtedy między innymi większość okien oraz nadbudowano ściany.
W 1534 roku świątynia została przejęta przez luteran, jednak w 1654 roku przywrócono ją katolikom. W 1551 roku dobudowano od północy aneks z zakrystią i kruchtą. W XVIII wieku przebudowano wnętrze w stylu barokowym, a w XIX wieku przeprowadzono gruntowną restaurację. Podczas zdobywania wsi przez Armię Radziecką w 1945 r. kościół został częściowo uszkodzony. Ostatni znaczny remont miał miejsce w latach 1963–1964.

## Architektura
Kościół położony jest w centralnej części wsi Niwnice, na niewielkim wzniesieniu, na północ od dawnego Dworu obronnego w Niwnicach, otoczony kamiennym murem z budynkiem bramnym od wschodu. Teren otacza cmentarz, gdzie chowano mieszkańców jeszcze do lat 80. XX wieku.
Kościół orientowany, jednonawowy, z prostokątnym korpusem i półkolistą apsydą po stronie wschodniej. Do północnej ściany przylega wydłużony aneks, mieszczący kruchtę i zakrystię. Dach nad nawą jest dwuspadowy, nad prezbiterium i aneksem trójspadowy. Nad nawą wznosi się ośmioboczna sygnaturka z ostrosłupowym hełmem, pokrytym blachą cynkową.
Budowla wzniesiona z łamanego kamienia piaskowcowego z narożnymi ciosami, otynkowana, z piaskowcowymi obramieniami drzwi i okien. Wnętrza przykryto stropami drewnianymi, w apsydzie zastosowano sklepienie konchowe. Więźba dachowa krokwiowo-płatwiowa, dach pokryty dachówką.
Elewacje zachowały cechy gotycko-renesansowe. Zachodni portal ostrołukowy, sfazowany, ozdobiony laskowaniem. Okna w prezbiterium i nawie prostokątne lub ostrołukowe, z maswerkami, w metalowych lub drewnianych ramach. W murze kościoła widoczne są relikty starszego wystroju: wmurowany kamień z rytem koła oraz wsporniki z reliefami.

## Wnętrze i wyposażenie
Wnętrze utrzymane w stylu barokowym. Znajdują się tu:
- późnogotycki tryptyk z początku XVI wieku (częściowo zaginiony),
- barokowy ołtarz główny i ambona,
- kamienna chrzcielnica z XVI wieku z inskrypcją upamiętniającą pożar z 1515 r.,
- organy, sakramentarium,
- płyty nagrobne i epitafia właścicieli Niwnic z rodu von Salza (XVI–XVII w.).

Na północnym wejściu widnieje data 1551 oraz inskrypcja przypisująca odbudowę pastorowi Wincentowi Frydreichowi z Bolesławca.

## Otoczenie
W otoczeniu kościoła znajduje się cmentarz oraz dwa krzyże pojednania, wmurowane w ogrodzenie z kamienia. Jeden z nich przedstawia ryt wiosła, drugi – krzyż z aureolą. Krzyże te są świadectwem dawnych praktyk prawnych i pokutnych.
Niedaleko kościoła znajdowało się dawniej centrum ewangelickie, obejmujące nieistniejący już kościół z dzwonnicą, dom pastora oraz szkołę (z zachowaną inskrypcją na fasadzie).